# A Capela
A Capela és un municipi de la província de la Corunya a Galícia. Pertany a la comarca d'O Eume. Limita amb els municipis de Cabanas, Fene i Neda.

## Demografia
| 3.960 | 4.333 | 4.792 | 3.244 | 1.526 |
| Fonts: INE i IGE (Els criteris de registre censal variaren i les dades de l'INE i de l'IGE poden no coincidir.) |       |       |       |       |

## Parròquies
- Caaveiro (San Boulo)
- Cabalar (Santa María)
- A Capela (Santiago)

## Galeria d'imatges

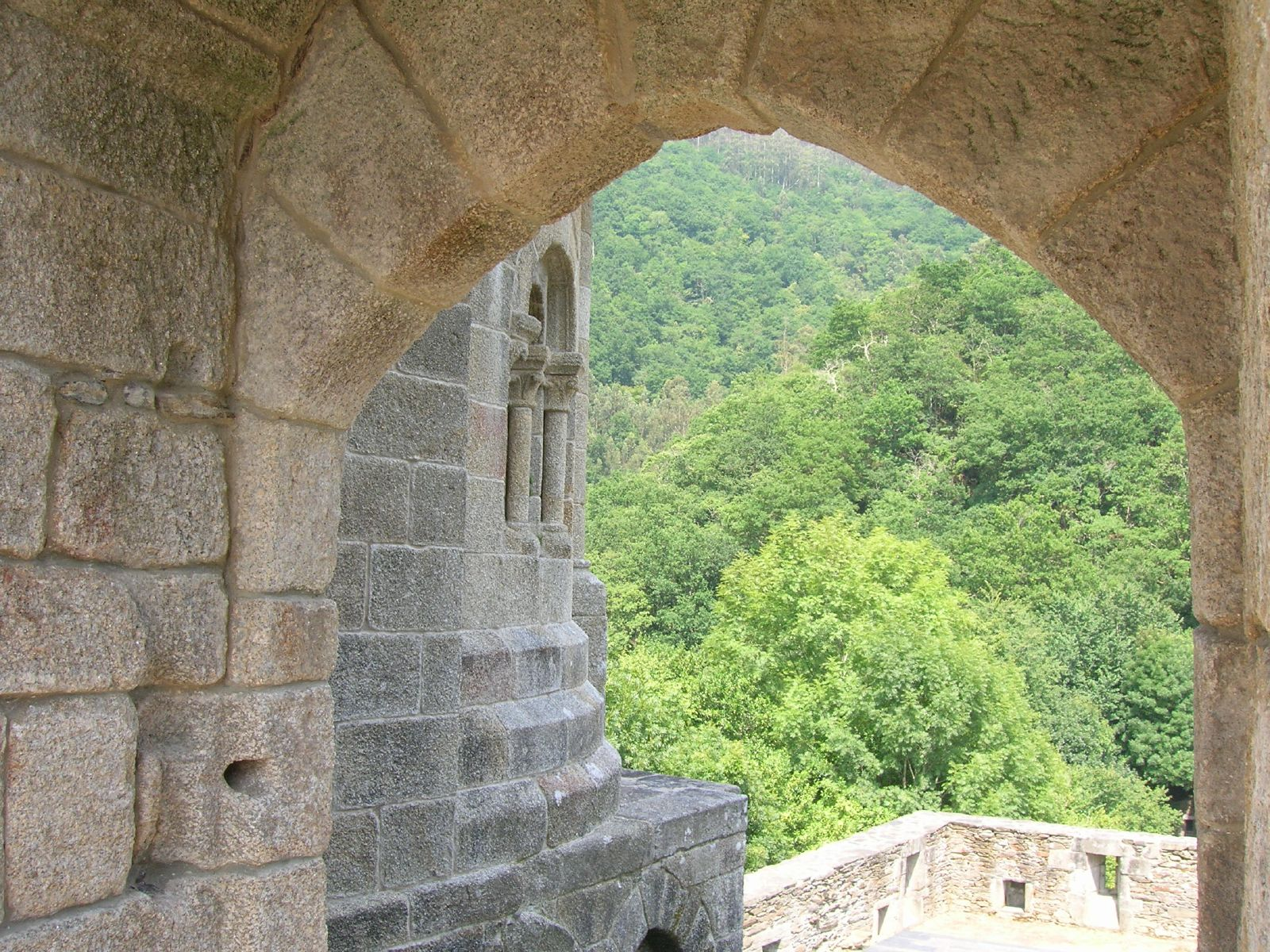
Monestir de San Xoán de Caaveiro
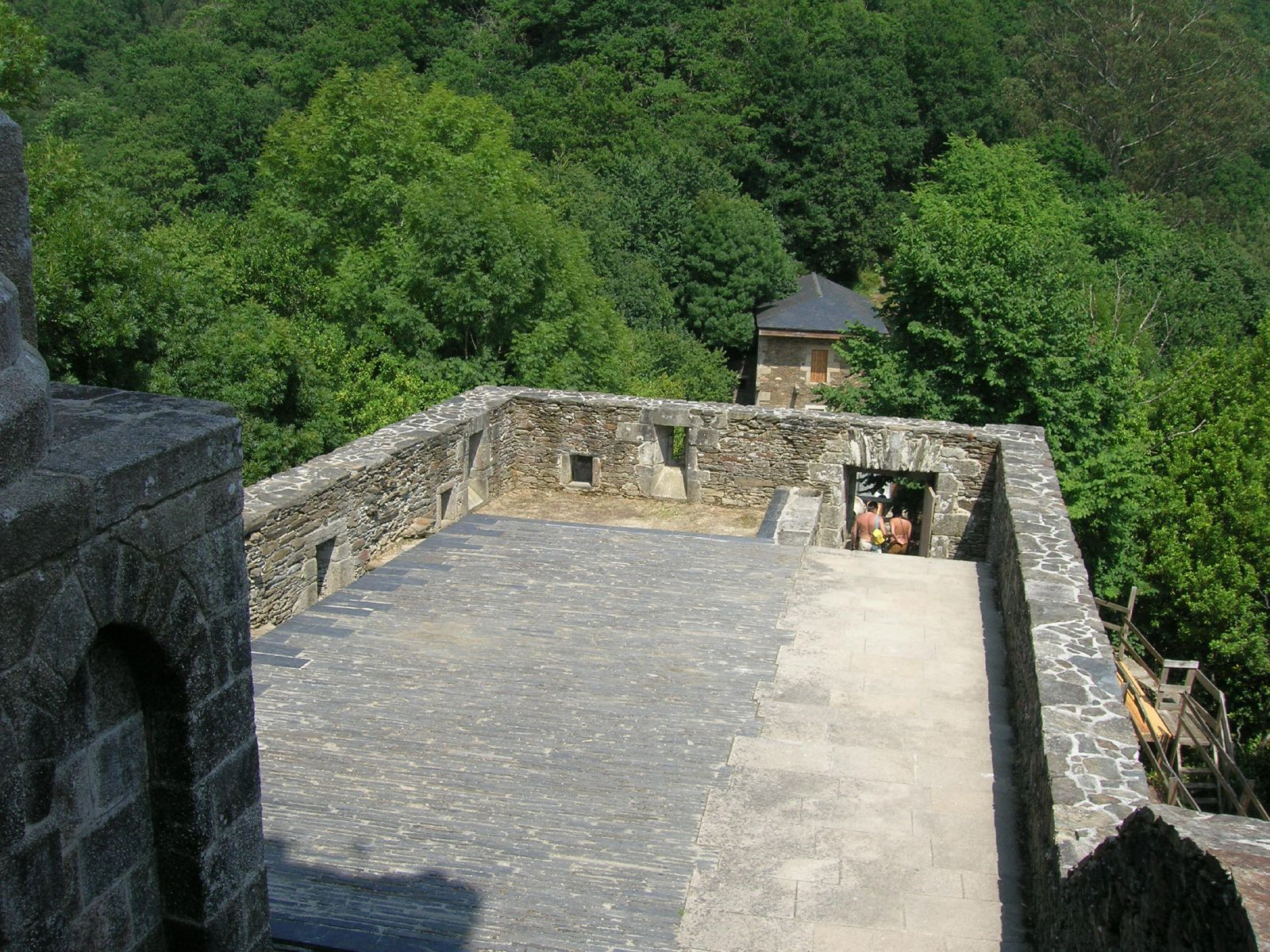
Vista des del Monestir de Fragas do Eume